# Embraer ERJ
A família Embraer ERJ é uma série de aeronaves bimotoras a jato, narrow-body, de curto alcance, para 37-50 passageiros, produzida pela Embraer, fabricante brasileira de aeronaves comerciais, militares e executivas.
É constituída pelos modelos ERJ-135, ERJ-140 e ERJ-145, que têm similaridades no sistema, diferindo apenas no comprimento da fuselagem e capacidade de passageiros.
A denominação ERJ é uma abreviação de Embraer Regional Jetliners.

## Histórico
O projeto da família ERJ foi iniciado em 1989, quando a Embraer era uma companhia estatal. Com uma crise econômica no mercado, a ideia foi deixada de lado. A privatização ocorreria em dezembro de 1994. Mesmo antes da privatização, em 1993, o ERJ faria seu primeiro voo de teste. Em 6 de abril de 1997, o primeiro ERJ-145 fazia seu voo inaugural pela companhia Continental Express, dos Estados Unidos.
O ERJ foi importante para a aviação regional, pois introduziu um jato num segmento quase todo operado por pequenos aviões, a maioria composta por turboélices. Assim, companhias aéreas passaram a contar com uma aeronave maior,  que levava até 50 passageiros, voava mais rápido e com maior autonomia, preparado para viagens de 3 700 km.
Após a consolidação do ERJ-145, a Embraer colocou no mercado as versões menores da família: O ERJ-135 e o ERJ-140, com capacidade máxima de 37 e 44 passageiros, respectivamente. 
Em pouco tempo, a Embraer passou a receber grandes pedidos. A Continental encomendou 270 unidades, sendo até hoje a maior cliente do tipo. Ao todo, mais de 2 200 unidades do ERJ foram entregues para os cinco continentes. A maioria continua operacional.

## Variantes
A família ERJ é composta por três modelos:

### ERJ-135
Menor aeronave comercial fabricada pela Embraer, o ERJ 135 tem capacidade máxima para 37 passageiros. O primeiro voo ocorreu em 1998.

### ERJ-140
Aeronave intermediária, pode levar até 44 passageiros. O primeiro voo ocorreu em 2000.

### ERJ-145 e ERJ-145XR
Maior e mais antigo modelo, leva até 50 passageiros. Teve o primeiro voo em 1995. Foi lançada posteriormente uma variante com alcance superior, que é o ERJ-145XR.

## Especificações
| Variantes                         | ERJ-135                               | ERJ-140                               | ERJ-145                               |                                  |
| --------------------------------- | ------------------------------------- | ------------------------------------- | ------------------------------------- | -------------------------------- |
| Tripulação da Cabine              | Dois                                  | Dois                                  | Dois                                  | Dois                             |
| Passageiros                       | 37 em classe única                    | 44 em classe única                    | 50 em classe única                    |                                  |
| Comprimento                       | 26.33 m (86 ft 4in)                   | 28.45 m (93 ft 4in)                   | 29.87 m (99 ft 0in)                   |                                  |
| Envergadura                       | 20.04 m (65,74 ft 4 in)               | 20.04 m (65,74 ft 4 in)               | 20.04 m (65,74 ft 4 in)               | 20.04 m (65,74 ft 4 in)          |
| Altura                            | 6,76 m (22 ft 2 in)                   | 6,76 m (22 ft 2 in)                   | 6,76 m (22 ft 2 in)                   | 6,76 m (22 ft 2 in)              |
| Peso Vazio                        | 11 402 kg                             | 11 816 kg                             | 12 591 kg                             |                                  |
| Peso Máximo de Decolagem          | 18 500 kg                             | 18 700 kg                             | 20 000 kg                             |                                  |
| Carga Máxima                      | 4 499 kg                              | 5.292 kg                              | 5 909 kg                              |                                  |
| Distância para Decolagem com MTOW | 1 330 m (4 364 ft)                    | 1 270 m (4 167 ft)                    | 1 340 m (4 396 ft)                    |                                  |
| Motores                           | 2 x Rolls Royce AE3007 turbofans      | 2 x Rolls Royce AE3007 turbofans      | 2 x Rolls Royce AE3007 turbofans      | 2 x Rolls Royce AE3007 turbofans |
| Velocidade Máxima                 | 830 km/h (480 kt, Mach 0.80)          | 830 km/h (480 kt, Mach 0.80)          | 830 km/h (480 kt, Mach 0.80)          | 830 km/h (480 kt, Mach 0.80)     |
| Autonomia                         | STD: 3 334 km (1 750 nm) LR: 3 243 km | STD: 3 334 km (1 650 nm) LR: 3 058 km | STD: 3 706 km (2 000 nm) LR: 4 260 km |                                  |
| Peso Máximo de Combustível        | 5 136 kg (11 322 lb)                  | 5 136 kg (11 322 lb)                  | 5 973 kg (13 168 lb)                  |                                  |
| Teto de Serviço                   | 37 000 ft (11 300 m)                  | 37 000 ft (11 300 m)                  | 37 000 ft (11 300 m)                  | 37 000 ft (11 300 m)             |
| Razão de Subida                   | Max 3 500 FPM                         | Max 3 500 FPM                         | Max 3 500 FPM                         | Max 3 500 FPM                    |
| Thrust-to-weight                  | 5.41                                  | 5.41                                  | 5.41                                  | 5.41                             |
| Dimensão Interna                  |                                       |                                       |                                       |                                  |
| Largura Interna                   | 2.10 m (6 ft 11 in)                   | 2.10 m (6 ft 11 in)                   | 2.10 m (6 ft 11 in)                   | 2.10 m (6 ft 11 in)              |
| Altura Interna                    | 1.82 m (6 ft 0 in)                    | 1.82 m (6 ft 0 in)                    | 1.82 m (6 ft 0 in)                    | 1.82 m (6 ft 0 in)               |

## Uso militar
O ERJ serviu como base para aviões militares de vigilância:

### EMB-145 RS/AGS
O EMB-145 RS/AGS, conhecido também como EMB-145 MULTI INTEL ou R-99, é uma aeronave de sensoriamento remoto, capaz de realizar o levantamento cartográfico com altíssima resolução de objetivos no solo, a grande altitude, em qualquer hora e a qualquer tempo, havendo ou não densa cobertura natural (copa de árvores, nuvens, lâmina d'água, entre outras) por meio de sofisticados sensores que cobrem as variadas faixas do espectro eletromagnético.
Desenvolvido com base no jato regional ERJ-145 para a Força Aérea Brasileira (FAB), opera primordialmente na Amazônia brasileira, na aquisição de dados de emprego estratégico, tático e operacional, em proveito aos órgãos governamentais civis e militares que integram o SIPAM - Sistema de Proteção da Amazônia.

### EMB-145 MP/ASW
Embraer EMB-145 MP/ASW (P-99) é uma aeronave de vigilância aérea marítima, sendo MP/ASW a sigla para maritime patrol/anti-submarine warfare.

### EMB-145 AEW&C
Plataforma de vigilância do espaço aéreo. O termo AEW&C deriva de Airborne Early Warning and Control aircraft.

## Aviação executiva
A Embraer ingressou no mercado executivo ao lançar a família de jatos Legacy, que foi inteiramente baseada na linha ERJ.